# 토마슈프군 (우치주)

우치주 지도에 표시된 토마슈프군의 위치

토마슈프군(폴란드어: powiat tomaszowski)은 폴란드 우치주에 위치한 군으로 군청 소재지는 토마슈프마조비에츠키이며 면적은 1,025.7km2, 인구는 120,973명(2006년 기준), 인구 밀도는 120명/km2이다.
북쪽으로는 브제지니군, 스키에르니에비체군, 라바군, 동쪽으로는 마조프셰주 그루예츠군, 프시수하군, 남동쪽으로는 오포치노군, 서쪽으로는 피오트르쿠프군, 북서쪽으로는 동우치군과 접한다. 11개 지방 자치체(1개 도시, 10개 농촌)를 관할한다.

군기
군 문장